# Cohipónimo
A los distintos hipónimos de un hiperónimo se les denomina cohipónimos: perro, gato, león, etc., serían cohipónimos del hiperónimo animal. Los cohipónimos de un hiperónimo no pueden comportar entre sí relación de hiponimia.
Los cohipónimos de «asiento» son, por ejemplo, «silla», «mecedora», «butaca», «sillón», etc. Cada uno de estos términos es un hipónimo de «asiento» (hiperónimo), pero entre ellos son cohipónimos. Cohiponimia: (género - especie). Los hipónimos son palabras cuyo significado está incluido dentro de otras, llamadas hiperónimos.
Por ejemplo:
Hiperónimo: Fruta
Hipónimos: Manzana, pera, naranja, etcétera.
Y entre sí, cada término es cohipónimo con los de su grupo.
Así pues, si descapotable y todoterreno son cohipónimos, el hiperónimo puede ser «vehículos».

## Términos relacionados
- Sinónimo
- Hiperónimo
- Hipónimo
- Holónimo
- Merónimo
- -ónimo

- Datos: Q4118257